# Satrapia
Satrapia är ett släkte av fjärilar. Satrapia ingår i familjen praktmalar, Oecophoridae.
Kladogram enligt Catalogue of Life:
| Satrapia | \| \| Satrapia pyrotechnica \| \| \| \| \| \| Satrapia thesaurina \| \| \| \| |
|          | \| \| Satrapia pyrotechnica \| \| \| \| \| \| Satrapia thesaurina \| \| \| \| |
|          | Satrapia pyrotechnica                                                         |
|          |                                                                               |
|          | Satrapia thesaurina                                                           |
|          |                                                                               |